# Sericania awana
Sericania awana är en skalbaggsart som beskrevs av Shuhei Nomura 1976. Sericania awana ingår i släktet Sericania och familjen Melolonthidae. Inga underarter finns listade i Catalogue of Life.